# USS West Virginia (BB-48)
L'USS West Virginia (BB-48) va ser el quart cuirassat dreadnought de la classe Colorado. El vaixell va passar les dècades de 1920 i 1930 realitzant exercicis d'entrenament de rutina, inclosos els problemes típics anuals de la flota, que van proporcionar una experiència inestimable per a la propera guerra al Pacífic.
El vaixell va ser enfonsat en l'atac japonès a Pearl Harbor durant la Segona Guerra Mundial però va tornar a ser reconstruït i reparat. Al 1944 va tornar al servici en la campanya de Filipines i va participar activament en la batalla del golf de Leyte.
Després de la batalla del golf de Leyte el vaixell va ser transportat a Okinawa i Iwo Jima per donar suport a les tropes americanes en el transcurs d'aquestes dues batalles.
Quan va acabar la segona guerra mundial el vaixell va ser transportat a la Flota de reserva del Pacífic i més tard desmantellat.

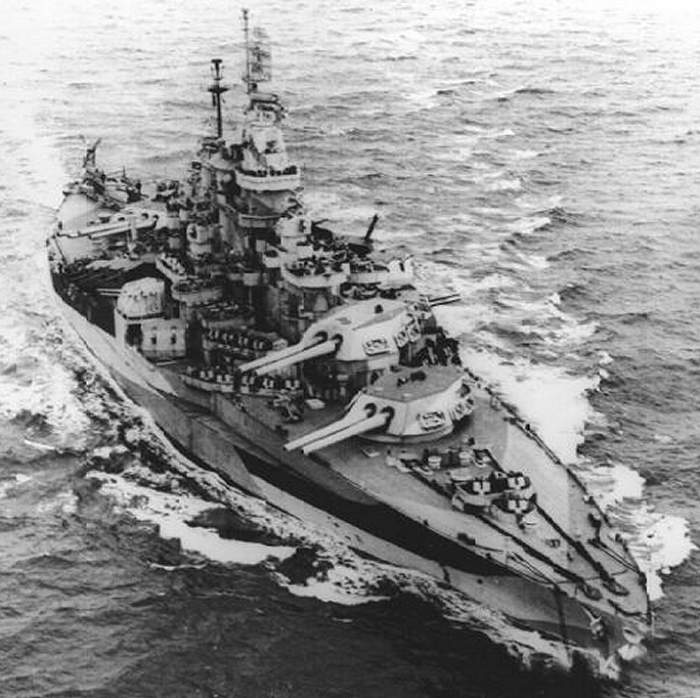
El USS West Virginia el 1944.